# Eupithecia aequabila
Eupithecia aequabila là một loài bướm đêm trong họ Geometridae.